# Michael Schmidt (Fotograf)
Michael Schmidt (* 6. Oktober 1945 in Berlin; † 24. Mai 2014 ebenda) war ein deutscher Fotograf. Sein Werk ist in Sammlungen nationaler und internationaler Museen vertreten.

## Leben
Michael Schmidt wurde in Berlin-Kreuzberg geboren. Seine Eltern waren Heinz und Margarete Schmidt, geb. Kretschmar. Er wuchs mit weiteren fünf Geschwistern auf. Die Eltern besaßen eine kleine Lampenschirm-Fabrikation. 1949 siedelte die Familie nach Berlin-Erkner in die „Ost-Zone“ über, Ende 1954 floh sie in den West-Sektor, um im selben Jahr nach Erkner zurückzukehren. Ende 1955 folgte die erneute Flucht, um endgültig im Westteil Berlins in Kreuzberg zu bleiben. Mit 20 Jahren hatte Schmidt zwölf Umzüge und sieben Schulwechsel hinter sich. Er machte zunächst eine Malerlehre, die er aber 1962 abbrach, danach arbeitete er als Fahrradbote, 1963 trat er in den Polizeidienst ein und begann 1965 als Autodidakt zu fotografieren.
Noch als Polizeibeamter (bis 1973) unterrichtete Schmidt von 1969 bis 1976 an den Berliner Volkshochschulen Kreuzberg und Neukölln. 1976 gründete er die „Werkstatt für Photographie“ in der Volkshochschule Kreuzberg, die zehn Jahre existierte. Dort fanden Unterricht, Vorträge, Künstlergespräche, Workshops und Ausstellungen u. a. von Robert Adams, Diane Arbus, Lewis Baltz, Larry Clark, John Gossage, William Eggleston, Larry Fink, Frank Gohlke und Lisette Model statt. Von 1976 bis 1977 leitete Schmidt die Werkstatt. Dort gehörten zu seinen Schülern u. a. Ulrich Görlich, Wilmar Koenig, Thomas Leuner und Wolfgang Eilmes. 1979/1980 hatte Michael Schmidt einen Lehrauftrag an der Gesamthochschule Essen. Dort zählt Andreas Gursky zu seinen Schülern, der ihn seinen wichtigsten Lehrer nannte.  1988 war Schmidt Gastprofessor an der Internationalen Sommerakademie für Bildende Kunst in Salzburg.
In seinem Werk setzte sich Michael Schmidt zuerst vor allem mit seiner direkten Umgebung, den Berliner Bezirken Wedding und Kreuzberg, auseinander. Mit Waffenruhe (1987), das ein Psychogramm der geteilten Stadt zum Ende des Kalten Krieges zeichnet, löste sich Schmidt von einer streng dokumentarischen Bildauffassung. Er formulierte auch in seinen folgenden Werkgruppen eine subjektiv begründete Vorstellung von Welt mit den Stilmitteln einer dokumentarischen Fotografie. 1988 zeigte das Museum of Modern Art in New York Waffenruhe (Ceasefire) in der Gruppenausstellung New Photography 4.
Die eng verbundene Konzentration auf die Motivwelt seiner Geburtsstadt Berlin löste Michael Schmidt mit der Serie Ein-heit (1996) auf, in der er anlässlich der Wiedervereinigung Deutschlands die Bildsprachen verschiedener Gesellschaftsformen und politischer Systeme untersuchte. Er verwendete darin re-fotografierte bereits medial vermittelte Bilder, die er eigenen Motiven gleichwertig behandelte und mit ihnen zusammen in einem textlosen Künstlerbuch veröffentlichte. 1996 hatte diese Arbeit unter ihrem englischen Titel U-NI-TY im Museum of Modern Art in New York Premiere und war dort die erste Einzelausstellung eines deutschen Fotografen seit Jahrzehnten.

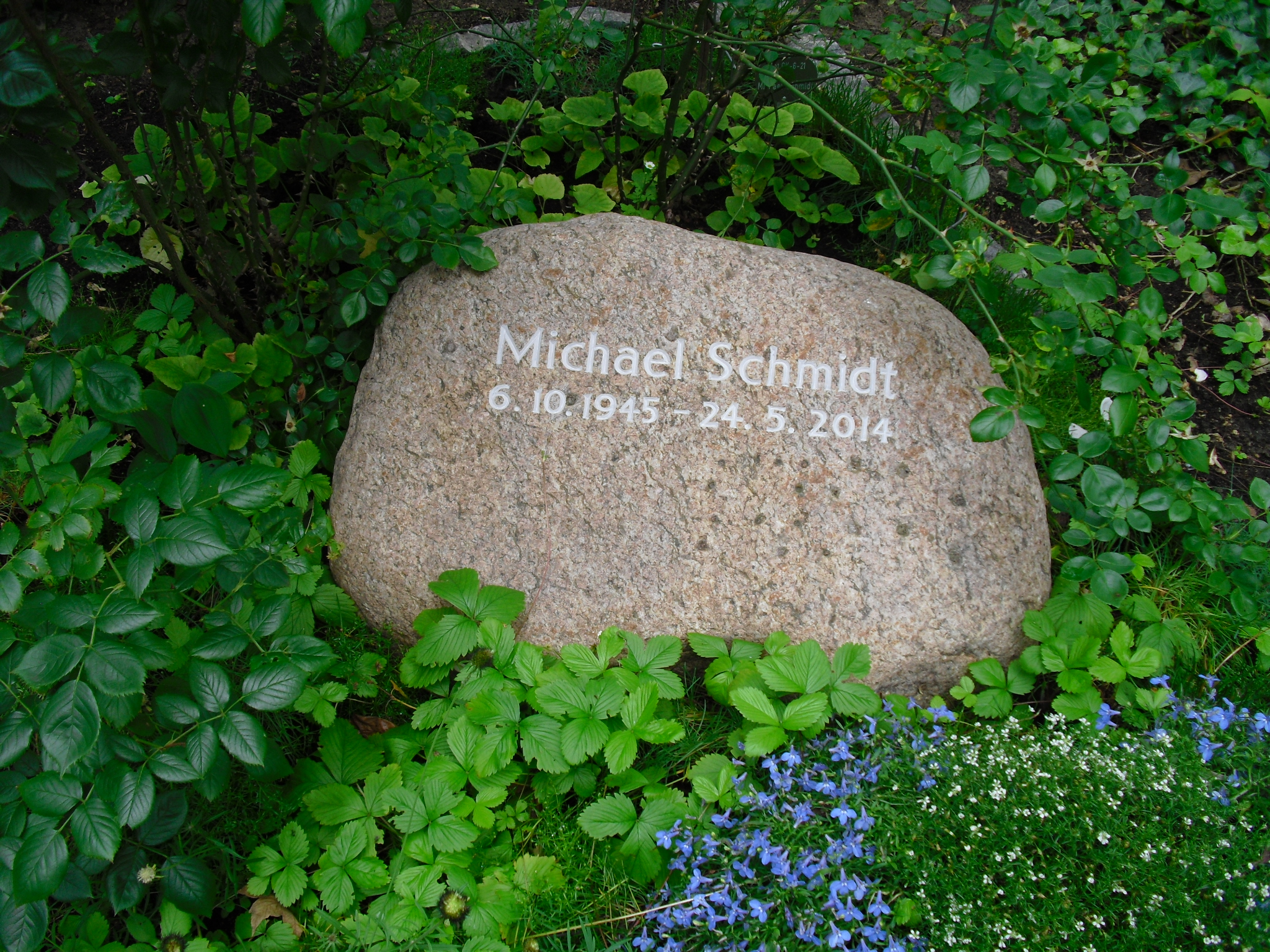
Grab von Michael Schmidt auf dem Dorotheenstädtischen Friedhof

In Frauen (2000) zeigte Schmidt mit seinen Ansichten unbekleideter Frauen die oft nur im Detail ablesbaren gesellschaftlichen Normierungen einer jüngeren Generation. In Irgendwo untersuchte er die deutsche Provinz und beschrieb dabei „den Verlust von Zuhause als Ort der Identität“.
1995 hatte Michael Schmidt mit „Fotografien seit 1965“ eine erste Übersichtsausstellung im Museum Folkwang, Essen. Die umfangreiche Übersichtsausstellung „Grau als Farbe. Fotografien bis 2009“ setzte er 2010 im Haus der Kunst in München um. 2006 und 2010 nahm er an der Berlin Biennale und 2013 an der 55. Venedig Biennale teil. Dort präsentierte er seine Werkgruppe Lebensmittel, worin er sich mit der zeitgenössischen Lebensmittelproduktion auseinandersetzt und dabei erstmals in seinem Werk auch Farbfotografie verwendete.
Michael Schmidt war seit 1999 Mitglied der Akademie der Künste in Berlin. Unmittelbar vor seinem Ableben wurde ihm der „Prix Pictet“ für die Ausstellung Lebensmittel zuerkannt, die im Victoria and Albert Museum in London gezeigt wurde.
Schmidt lebte in Berlin-Kreuzberg und in Schnackenburg an der Elbe, Niedersachsen. Sein Grab befindet sich auf dem Dorotheenstädtischen Friedhof in Berlin. Seit 1999 existiert die „Stiftung für Fotografie und Medienkunst mit Archiv Michael Schmidt“, die seit dem Tod des Künstlers sein Archiv betreibt und aufarbeitet. Die rechtsfähige Stiftung bürgerlichen Rechts war von Schmidt, dem Deutschen Sparkassen- und Giroverband und der Norddeutschen Landesbank gegründet worden.

## Ausstellungen (Auswahl)

### Einzelausstellungen
- 1973: Berlin Museum, Berlin: Kreuzberger Motive
- 1973: Rathaus Kreuzberg, Berlin: Ausländische Mitbürger
- 1974: U-Bahnhof Möckernbrücke, Berlin: Das Alter
- 1975: Rathaus Kreuzberg, Berlin: Die berufstätige Frau
- 1975: Galerie Springer, Berlin: Michael Schmidt – Fotografien
- 1981: Museum Folkwang, Essen: Stadtlandschaften
- 1987: Berlinische Galerie, Berlin: Waffenruhe
- 1987: Sprengel Museum Hannover, Spectrum Photogalerie: Bilder 1979 –1986
- 1988: Museum Folkwang, Essen
- 1990: Büro Orange, München, Siemens Fotoprojekt 9
- 1991: Galerie Eleni Koroneou, Athen
- 1991: Kunstverein Göttingen: Michael Schmidt – Mauern
- 1995: Museum Folkwang Essen: Michael Schmidt – Fotografien seit 1965
- 1996: Sprengel Museum, Hannover: EIN-HEIT
- 1996: The Museum of Modern Art, New York: U-NI-TY
- 1997: Staatliche Kunstsammlungen Dresden; Galerie Neue Meister, Ableitung
- 2000: Kunstverein Düsseldorf: Frauen
- 2003: Städtische Galerie Wolfsburg: Yet Untitled
- 2005: Arp Museum Bahnhof Rolandseck: Irgendwo
- 2009: Temporäre Kunsthalle Berlin
- 2010: Galerie Nordenhake
- 2010: Haus der Kunst, München: Michael Schmidt – Grau als Farbe. Fotografien bis 2009[7]
- 2012: Museum Morsbroich, Leverkusen; 2013 Martin-Gropius-Bau, Berlin: Michael Schmidt – Lebensmittel[8]
- 2013: Pinakothek der Moderne, München: EIN-HEIT
- 2014: Galerie Nordenhake, Berlin: Natur
- 2021: Jeu de Paume, Paris[9]

### Ausstellungsbeteiligungen
- 1977: Michael Schmidt und Schüler, Werkstatt für Photographie der VHS Kreuzberg, Berlin
- 1978: Aspekte deutscher Landschaftsfotografie, Fotomuseum im Stadtmuseum, München
- 1979: In Deutschland, Rheinisches Landesmuseum, Bonn
- 1980: Fotografie 1919–1979 – Made in Germany, Fotomuseum im Stadtmuseum, München
- 1981: Photographies en Allmagne 1920–1982, Association Art et Photographie, Besançon (Sixième festival photographique)
- 1982: Arbeiten 1981, Werkstatt für Photographie der VHS Kreuzberg, Berlin
- 1983: Photographie in Deutschland: Heute (Wanderausstellung) u. a. Koninklijke Akademie voor Schone Kunsten, Gent
- 1983: Fotografie 1983, Fotoforum Stadtpark, Graz
- 1985: Das fotografische Selbstporträt, Württembergischer Kunstverein, Stuttgart
- 1986: Reste des Authentischen, Museum Folkwang, Essen
- 1987: Fotobiennale, Goethe-Institut, Nancy
- 1988: Industrieregion Eisenerz, Ostbahnhof, Graz
- 1988: New Photography 4, Museum of Modern Art, New York
- 1989: Photography now, Victoria and Albert Museum, London
- 1989: Kunst als Fotografie – Fotografie als Kunst, Berlinische Galerie, Berlin
- 1989: Photography Until Now, The Museum of Modern Art, New York
- 1990: The Past and the Present of Photography, Museum of Modern Art, Tokio und Museum of Modern Art, Kyoto
- 1991: Interferenzen: Kunst aus West-Berlin 1960–1990, Kunsthalle Riga und Kunstmuseum St. Petersburg
- 1993: Industriefotografie heute, Staatsgalerie moderner Kunst, Neue Pinakothek, München
- 1993: Pictures from a real world, Lillehammer Art Museum
- 1994: Industriefotografie heute (Het Siemens Fotoprojekt) Nederlands Fotoinstituut, Rotterdam
- 1995: Dicht am Leben/Close to Life, 3. Internationale Foto-Triennale, Esslingen
- 2000: How you look at it – Fotografien des 20. Jahrhunderts, Sprengel Museum Hannover
- 2003/2004: Cruel and Tender – Fotografie und das Wirkliche, Museum Ludwig, Köln
- 2004: Jede Fotografie ein Bild,  Pinakothek der Moderne, München
- 2006: Of Mice and Men, 4. Berlin Biennale
- 2010: was draußen wartet, 6. Berlin Biennale für zeitgenössische Kunst
- 2011: Photography Calling, Sprengel Museum Hannover
- 2012: MAKING HISTORY, MMK Museum für Moderne Kunst, Frankfurt am Main
- 2013: Ausweitung der Kampfzone. Die Sammlung. 1968–2000, Neue Nationalgalerie, Berlin
- 2013: The Encyclopedic Palace – Il Palazzo Enciclopedico, 55. Venedig Biennale – Giardini-Arsenale
- 2014: Prix Pictet: Consumption, Victoria and Albert Museum, London
- 2014:  Conflict, Time, Photography, Tate Modern, London
- 2015: Conflict, Time, Photography, Galerie Neue Meister, Albertinum, Staatliche Kunstsammlungen Dresden
- 2015: Conflict, Time, Photography, Museum Folkwang, Essen
- 2016: Werkstatt für Photographie 1976–1986: Das rebellische Bild, Museum Folkwang, Essen; Und plötzlich diese Weite, Sprengel Museum Hannover; Kreuzberg – Amerika, C/O Berlin

## Publikationen
- Berlin Kreuzberg. Bezirksamt Kreuzberg, Berlin 1973.
- Berlin, Stadtlandschaft und Menschen. Stapp Verlag, Berlin 1978.
- Berlin-Wedding. Galerie und Verlag A. Nagel, Berlin 1978, ISBN 3-9800057-1-2.
- Berlin-Kreuzberg. Stadtbilder. Public Verlagsgesellschaft, Berlin 1984, ISBN 3-89087-001-5.
- Stadtlandschaften 1981. Museum Folkwang, Essen 1981.
- Benachteiligt. Senator für Gesundheit, Soziales und Familie, Berlin 1982.
- Bilder 1979–1986. Spectrum Photogalerie im Sprengel Museum Hannover 1987.
- Waffenruhe. Dirk Nishen Verlag, Berlin 1987.
- Ein-Heit. Scalo-Verlag, Zürich/Berlin/New York 1996, ISBN 3-931141-17-9.
- Landschaft – Selbst – Waffenruhe – Menschenbilder (Ausschnitte). Westfälischer Kunstverein, Münster 1998, ISBN 3-925047-42-5.
- Frauen. Verlag der Buchhandlung Walther König, Köln 2000, ISBN 3-88375-423-4.
- Irgendwo. Snoeck-Verlagsgesellschaft, Köln 2005, ISBN 3-936859-18-3.
- Berlin nach 45. Steidl Verlag, Göttingen 2005, ISBN 978-3-86521-090-6.
- 89/90. Snoeck-Verlag, Köln 2010, ISBN 978-3-940953-43-8.
- Lebensmittel. Snoeck-Verlagsgesellschaft, Köln 2012, ISBN 978-3-940953-93-3
- Natur. Mack, London 2014, ISBN 9781907946585